# NISHIKAIGAN
株式会社NISHIKAIGANは、渋谷区千駄ヶ谷に拠点を置くCGデザイナー、マットペインター、VFXコンポジター、モーショングラファー、グラフィックデザイナーで構成されたクリエイティブ・ユニット。
TVCM/広報映像やアーティストライブにおける映像などのCG、VFXワーク、モーショングラフィックス制作など行う。

## 作品

### GRAPHICS
- 氷室京介 会報誌 「KING SWING」
- RICE （ライスプレス)
- EYECREAM （EYECREAM）
- 東京カレンダー (東京カレンダー)
- CLOSET (ティンパンアレイ)
- GQ JAPAN （コンデナスト・ジャパン）

- 2013 EVANGELION 100.0 巡回展 (パルコアート)
- 2013 EVANGELION 100.0 (パルコ出版)
- 2014 Interior Trend Vision 2013-2015 （トーソー）
- 2016 3WAYヘルメットバッグBOOK （宝島社）
- 2016 IN MY ROOM （スペースシャワーネットワーク、蜷川実花)
- 2017 FACTS ABOUT FREEMASONRY BOOK（宝島社）
- 2018 GOSPELS OF JUDAS / IF (ワーナーミュージック・ジャパン)
- 2018 Smart （宝島社）
- 2018 Interior Trend Vision 2018 （トーソー）
- 2019 Interior Trend Vision 2019 （トーソー）

### MOVIE
- TVCM
  - 2021 04.12 SONY BRAVIA XR
- PV
  - 2021 03.26 成田空港 Face Express

### MOTION GRAPHICS
- 2013 04/26 LIVE TOUR 2013-TIME- / OPENING MOVIE （東方神起）
- 2014 04/13 25th Anniversary TOUR / GREATEST ANTHOLOGY -NAKED- （氷室京介）
- 2014 08/27 LIVE TOUR 2014-TREE- / OPENING MOVIE （東方神起）
- 2014 10/26 謎の古代ピラミッド / ～発掘・メキシコ地下トンネル～ （NHKスペシャル）
- 2014 12/22 ARENA TOUR 2014 “GENESIS OF 2PM”/ OPENING MOVIE （2PM）
- 2015 02/13 ARENA TOUR 2014-2015 / Miracle Music Hunt （GLAY）
- 2015 08/12 ひとりエッジ in 武道館 （星野源）
- 2015 12/21 The new A -Class- / -Next stage with YOU- （メルセデス・ベンツ）
- 2016 01/23 LIVE TOUR 2016 / YELLOW VOYAGE （星野源）
- 2016 02/17 花々祭 / DIGITAL FLOWER GARDEN （伊勢丹×蜷川実花）
- 2016 03/25 FLASH （Perfume）
- 2016 05/30 【wow】MESSAGE MOVIE / スポーツ （TOYOTA）
- 2017 03/31 関門PRムービー / COME ON！関門! （北九州観光協会）
- 2017 09/28 ファイアーエムブレム無双 / OPENING MOVIE （コーエーテクモゲームス）
- 2017 11/24 Obsession （OK Go）
- 2018 03/02 モンスターストライク / 空き地に潜入 （XFLAG）
- 2018 03/06 ニンジャバットマン （ワーナー・ブラザース）
- 2018 06/04 DMM AUTO スマホで撮るだけ、クルマが売れる。 （DMM AUTO）
- 2018 07/27 FUJI ROCK FESTIVAL '18 OPENING MOVIE （サカナクション）
- 2018 12/13 SAKANAQUARIUM2018 魚図鑑ゼミナール （サカナクション）
- 2019 01/22 映画「来る」
- 2019 04/09 映画「ザ・ファブル」 OPENING SCENE + OPENING TITLE
- 2019 09/24 古今関門海峡絵巻 / 巌流島の決闘 （関門海峡ミュージアム）
- 2020 01/06 屋内展望回廊「SKY GALLERY」 （渋谷スクランブルスクエア）

### BOOKS & MAGAZINES
- 2012	02/02	春キャンペーン / おとなり	（ハウスメイト）
- 2012	04/13	頼りガイ。	（福岡銀行）
- 2012	11/20	COLA SHOCK / COLA SHOCK MUSIC	（キリン）[4]
- 2013	04/05	弾丸パイレーツ約束の地 / CM バトル	（entag!）
- 2013	07/20	草刈機 / 草刈だ！	（マキタ）
- 2014	02/25	ウーロン茶 / 焼肉甲子園	（サントリー）
- 2014	05/14	BASEBALL / ZOOM VAPOR	（NIKE）
- 2014	06/27	MOTEMASCARA / もてますカラ、頂へ	（フローフシ）
- 2014	09/10	コカ・コーラ ゼロ / ICE Cold Refreshment	（日本コカ・コーラ）
- 2014	10/05	MOTEMASCARA / フルモテルチェンジ	（フローフシ）
- 2014	11/04	MOTELINER / 一流の描きやすさ	（フローフシ）
- 2014	11/21	GLA 180 / GO!GLA ルイージ&ピーチ	（メルセデス・ベンツ）
- 2015	02/10	麦とホップ The gold / パーティー	（サッポロビール）
- 2015	03/14	企業 / 光とドクター	（NTT東日本）
- 2015	03/14	企業 / 光と小学校	（NTT東日本）
- 2015	03/14	企業 / 光とサラダ	（NTT東日本）
- 2015	03/24	オロナミンC / 登場！元気ハツラツ隊！	（大塚製薬）
- 2015	03/27	G's / G's Baseball Party	（トヨタ自動車）
- 2015	06/20	Toreta! / とれた！の唄	（日本コカ・コーラ）
- 2015	06/20	TEASER MOVIE	（CR トランスフォーマーズ）
- 2015	07/15	LINE MUSIC / 聴く	（LINE）
- 2015	08/12	ULTIMUNE / 沸き上がるチカラ	（資生堂）
- 2015	08/12	Sofa	（ニトリ）
- 2015	10/01	コカ・コーラ / ハロウィン ダンスパーティー	（日本コカ・コーラ）
- 2015	10/22	THE まつ毛美容液 / ポン！	（フローフシ）
- 2015	10/27	GS F / Key Features	（レクサス）
- 2015	12/21	キリム	（富士ゼロックス）
- 2016	01/08	GS/ Kaleidoscope	（レクサス）
- 2016	01/14	NEW Shiseido BIO-PERFORMANCE / LiftDynamic Serum	（資生堂）
- 2016	02/20	白戸家ギガどーん	（SOFTBANK）
- 2016	02/29	インテグレート / ラブリーな春のガーデンパーティー	（資生堂）
- 2016	03/11	niko and… / 2016 SPRING&SUMMER	（アダストリア）
- 2016	03/24	コカ・コーラ / コカ・コーラスタンプボトル	（日本コカ・コーラ）
- 2016	04/26	イオン デ クッション® / ウルトラCAREする、クッションファンディ！	（フローフシ）
- 2016	04/26	シマホ / 出所	（島忠）
- 2016	06/21	コカ・コーラ / ゴールドボトル	（日本コカ・コーラ）
- 2016	07/05	SAMURAI NOODLES / "THE ORIGINATOR"	（日清食品）[5]
- 2016	09/01	MOTEMASCARA 2016 / フェザーカールを、手に入れろ。	（フローフシ）
- 2016	09/08	インテグレート / 生き方が、これからの顔になる	（資生堂）
- 2016	09/08	成長する力	（みずほフィナンシャルグループ）
- 2016	09/20	MOTELINER / 思いのまま描ける。いつまでも続く。アイライナー最終形。	（フローフシ）
- 2016	10/05	ニッセイChouChou! / 私はChouChou!	（日本生命）
- 2016	10/10	一本満足バー / 満足れぼりゅーしょんPV	（アサヒグループ食品）
- 2016	10/12	モバイルストライク / 接待ストライク	（Epic War,LCC.）
- 2016	10/12	おウチ見つかる、ホームズくん。/ キックボード	（LIFULL）
- 2016	11/02	モバイルストライク / 合コンストライク	（Epic War,LCC.）
- 2016	11/07	コカ・コーラ / リボンボトル	（日本コカ・コーラ）
- 2016	12/16	ココロとカラダ、にんげんのぜんぶオリンパス / 父、帰る。	（OLYMPUS）
- 2016	12/16	ココロとカラダ、にんげんのぜんぶオリンパス / かわいい子には、旅を。	（OLYMPUS）
- 2016	12/16	THE まつげ美容液 / まつ毛ケアの、波に乗れ。	（フローフシ）
- 2016	12/16	ココロとカラダ、にんげんのぜんぶオリンパス / 特別な30分。	（OLYMPUS）
- 2017	01/05	おウチ見つかる、ホームズくん。/ 綱渡り	（LIFULL）
- 2017	01/05	オロナミンC / ハツラツタワーのある街 第1話「帰郷」	（大塚製薬）
- 2017	02/04	オロナミンC / ハツラツタワーのある街 第2話「夢中」	（大塚製薬）
- 2017	02/08	‐196℃ストロングゼロ / 果汁と果実まるＧＯＤ！	（サントリー）
- 2017	02/14	アレグラFX / アレグラポーズ大旋風	（久光製薬）
- 2017	03/18	Ora2×Perfume / WEEKENDの新習慣	（サンスター）
- 2017	04/21	おウチ見つかる、ホームズくん。/ ロッククライミング	（LIFULL）
- 2017	04/21	インテグレート /『美女と野獣限定』デザイン	（資生堂）
- 2017	05/10	オロナミンC / ハツラツタワーのある街 第3話「開店」	（大塚製薬）
- 2017	05/11	BBIQ / 休憩室	（QTnet）
- 2017	07/18	新たなる王国 / 堂々登場  ファイナルファンタジー15	（SQUARE ENIX）
- 2017	07/19	Ora2×Perfume / Ora2と出かけましょう	（サンスター）
- 2017	07/24	オロナミンC / ハツラツタワーのある街 第4話「夏祭」	（大塚製薬）
- 2017	09/06	JKA補助事業 / 空を飛ぶ	（JKA）
- 2017	09/14	新MOTEMASCARA / 答えはすべて、ここにある。「THE ANSWER」	（フローフシ）
- 2017	09/29	星のドラゴンクエスト / 悪魔が勇者に	（SQUARE ENIX）
- 2017	10/17	ロイテリ / お口から、カラダのこと。	（オハヨー乳業）
- 2017	10/25	オロナミンC / ハツラツタワーのある街 第5話「行列」	（大塚製薬）
- 2017	11/01	Hello / Hello ふわレスト ふんわりしてみる？	（ユニバーサル・ペーパー）
- 2018	01/15	一歩先行く、ホームズくん。/ はなれていてもおウチ探し	（LIFULL）
- 2018	02/20	インテグレート / マツイクマスカラ フェミニンボリューム	（資生堂）
- 2018	03/06	DAZN / 会談	（DAZN）
- 2018	03/06	DAZN / 黒船	（DAZN）
- 2018	03/20	Mets COLA / エクストリームプレゼン	（KIRIN）
- 2018	03/26	196℃ストロングゼロ / ギョギョギョギョ餃子にドドドドドライ	（サントリー）
- 2018	03/27	オロナミンC / ハツラツタワーのある街 第6話「一年」	（大塚製薬）
- 2018	04/12	成長する力 2018	（みずほフィナンシャルグループ）
- 2018	05/24	ジョージア　ジャパン クラフトマン / 突然、解説	（日本コカコーラ）
- 2018	08/20	オロナミンC / ハツラツタワーのある街 第7話「神輿」	（大塚製薬）
- 2018	10/12	DAZN / UEFAチャンピオンズリーグ	（DAZN）
- 2018	10/12	DAZN / 村田諒太 vs ロブ・ブラント ー 道場	（DAZN）
- 2019	01/20	LUMIX S / LUMIX LIVE ＠ Photokina 2018 OPENING MOVIE	（panasonic）
- 2019	01/21	ジョージア ジャパン クラフトマン / 大きな木の下で	（日本コカコーラ）
- 2019	01/21	企業 / あった！	（アットホーム）
- 2019	01/21	-196℃ストロングゼロ / 結論のその先へ	（サントリー）
- 2019	01/22	Smart Work Innovation アトム Document AI	（富士ゼロックス）
- 2019	04/08	PERSOL / ニッポンの人事部長 PERSOL 宣言	（PERSOL）[6]
- 2019	04/10	HAKU / メラノフォーカスV シミの記憶2.0	（資生堂）
- 2019	04/14	三井アウトレットパーク / 全国版	（三井アウトレットパーク）
- 2019	04/14	三井アウトレットパーク / GW SALE	（三井アウトレットパーク）
- 2019	07/12	三井アウトレットパーク / SUPER OUTLET SALE	（三井アウトレットパーク）
- 2019	08/19	星のドラゴンクエスト / マクドナルドキャンペーン	（SQUARE ENIX）
- 2019	09/03	イモトのWiFi / オーディション	（エクスコムグローバル）
- 2019	10/10	１本満足バー / Wつよしも満足	（アサヒグループ食品）
- 2019	10/13	ジョージア　ジャパン クラフトマン / 雑誌の撮影	（日本コカコーラ）
- 2019	10/20	ラックス ボディソープ / 新しくなったラックスボディソープ	（ユニリーバ）
- 2019	10/24	UNIQLO / 着こなし発見アプリ StyleHint	（UNIQLO）
- 2019	11/01	スカルプショット / ヘアロス予防にスカルプショット	（P&G）
- 2019	12/19	JR SKISKI / JR SKISKI 2019-2020	（JR東日本）
- 2020	01/06	日本特殊陶業 / トランスフォーム	（日本特殊陶業）
- 2020	01/14	ミルクチョコレート / junの館	（明治製菓）
- 2020	01/29	d プログラム / 50年の敏感肌研究	（資生堂）[7]
- 2020	01/30	d プログラム / 花粉の季節にアレルバリア	（資生堂）[7]
- 2020	03/09	TSUBAKI / Round Door	（資生堂）
- 2020	03/10	GOLD STAR / 登場	（サッポロビール）
- 2020	03/24	docomo 5G / 希望を加速しよう	（docomo）
- 2020	05/07	UNO フェイスカラークリエイター / 速攻、肌悩みカバー	（資生堂）